# Meuchen

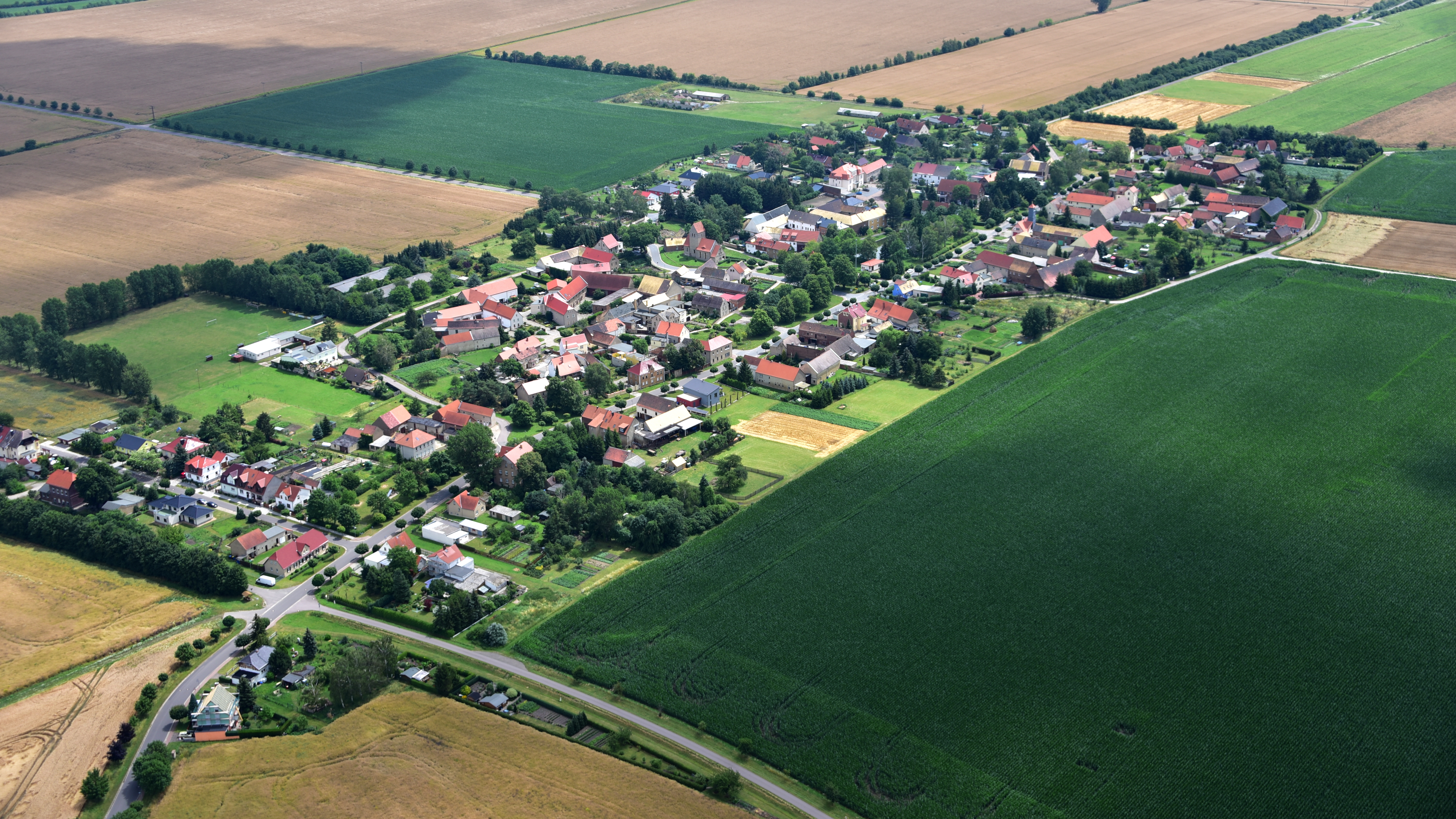
Meuchen, Luftaufnahme (2017)

Meuchen ist ein Ortsteil der Stadt Lützen im Burgenlandkreis im Bundesland Sachsen-Anhalt.

## Geografie
Meuchen liegt zwischen Weißenfels und Leipzig, zwei Kilometer südöstlich von Lützen. Der Ort befindet sich in der Leipziger Tieflandsbucht zwischen Elsterfloßgraben im Westen und der Landesgrenze zu Sachsen im Osten.

## Geschichte
Meuchen lag bis 1815 im Zentrum des hochstift-merseburgischen Amts Lützen, das seit 1561 unter kursächsischer Hoheit stand und zwischen 1656/1857 und 1738 zum Sekundogenitur-Fürstentum Sachsen-Merseburg gehörte. Im Dreißigjährigen Krieg wurde nach der Schlacht bei Lützen am 6./16. November der tote schwedische König Gustav II. Adolf in der Kirche Meuchen für die Überführung nach Weißenfels hergerichtet.
Durch die Beschlüsse des Wiener Kongresses kam der Ort mit dem Westteil des Amts Lützen im Jahr 1815 zum Königreich Preußen und wurde 1816 dem Kreis Merseburg im Regierungsbezirk Merseburg der Provinz Sachsen zugeteilt. Am 1. Juli 1950 wurde Meuchen im Zuge der ersten Kreisreform in der DDR dem Landkreis Weißenfels zugeteilt. Mit der zweiten Kreisreform 1952 kam Meuchen zum Kreis Weißenfels im Bezirk Halle, der 1990 wieder zum Landkreis Weißenfels wurde und im Jahr 2007 im Burgenlandkreis aufging.
Die Eingemeindung Meuchens nach Lützen erfolgte am 1. Juni 1973.

## Verkehr
Direkt südlich des Orts verläuft die A 38, etwas entfernt im Nordwesten die A 9. Die nächste Auffahrt ist „Lützen“ an der A 38. Die Bahnstrecke Leipzig-Plagwitz–Pörsten, an der Meuchen einen Bahnhof besaß, ist seit 1998 stillgelegt (letzte Fahrt am 23. Mai 1998) und wurde nach der gesetzlichen Wartefrist im Jahre 2005 demontiert.

## Sehenswürdigkeiten

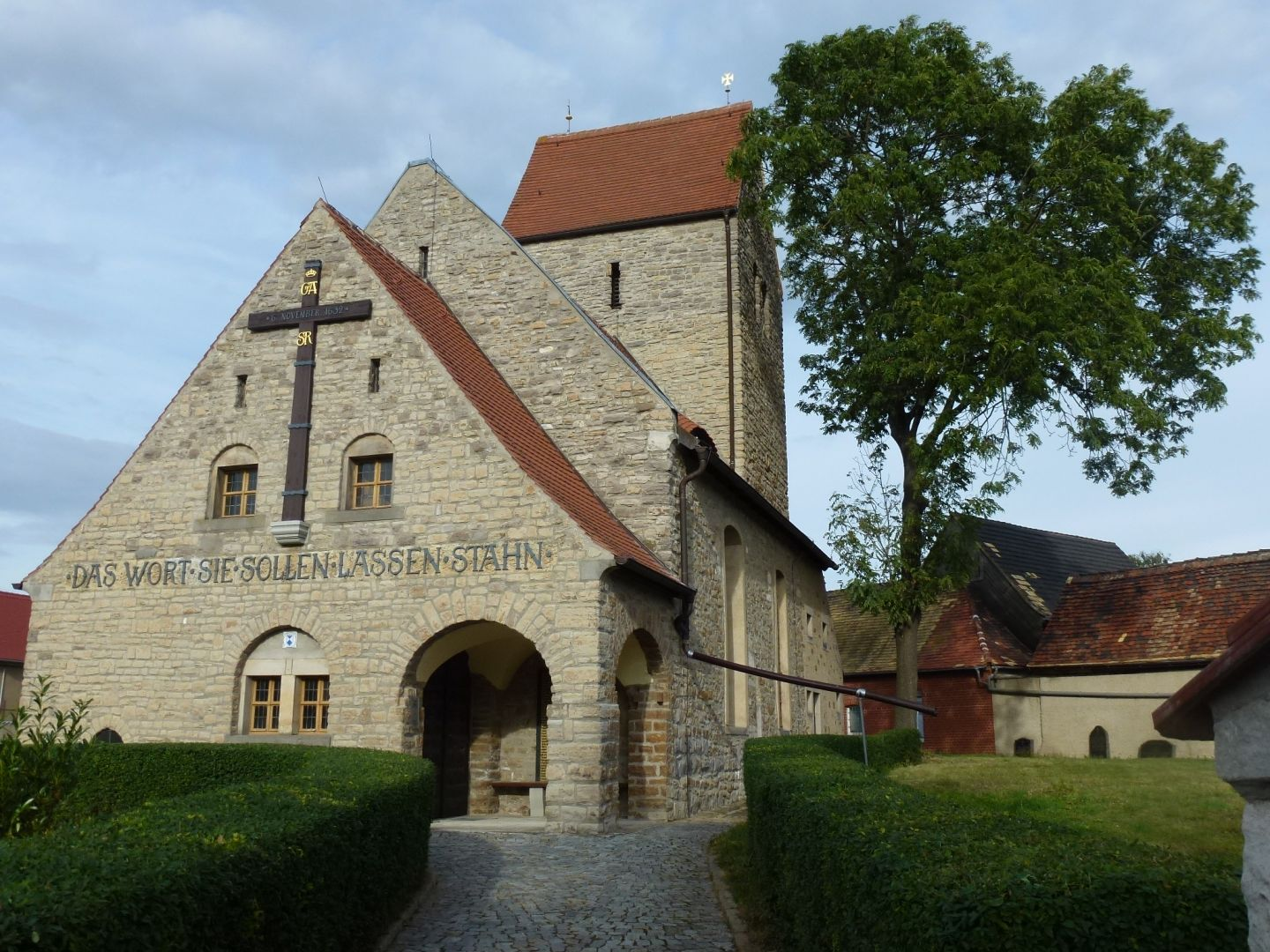
Gustav-Adolf-Gedenkkirche Meuchen

Die ursprünglich romanische Dorfkirche von Meuchen wurde im 15./16. Jahrhundert gotisch umgebaut. In ihr wurde nach der Schlacht bei Lützen im Jahr 1632 der tote schwedische König Gustav II. Adolf aufgebahrt und für seine Überführung nach Weißenfels vorbereitet. Im Jahr 1912 wurde sie als „Gustav-Adolf-Gedenkkirche“ neu gestaltet. Hinter dem Altar befindet sich ein alter hölzerner Tisch, auf dem sein Leichnam bei der Säuberung gelegen haben soll. Ein Farbfenster und ein Bronzerelief des schwedischen Königs sind weitere Ausstellungsstücke.